# Benon Dymek
Benon Dymek (ur. 2 czerwca 1934 w Boruszynie) – polski historyk ruchu robotniczego i badacz dziejów Mazowsza, doktor habilitowany, profesor nadzwyczajny.

## Życiorys
Urodził się w rodzinie chłopskiej. Ukończył Liceum Ogólnokształcące w Czarnkowie. W 1957 ukończył studia historyczne na Uniwersytecie Warszawskim. W latach 1963–1970 był redaktorem Biuletynu Historycznego wydawanego przez Komisję Historii Partii Warszawskiego Komitetu Wojewódzkiego PZPR. Doktorat uzyskał 29 marca 1969 w Instytucie Historycznym Uniwersytetu Warszawskiego na podstawie pracy Niezależna Partia Chłopska (1924–1927), napisanej pod kierunkiem Żanny Kormanowej.
Pracował w Instytucie Historii Ruchu Robotniczego w Wyższej Szkole Nauk Społecznych przy KC PZPR (od 1985 Akademii Nauk Społecznych). Po roku 1990 pracował w Instytucie Bibliotekoznawstwa i Dziennikarstwa w Akademii Świętokrzyskiej im. Jana Kochanowskiego w Kielcach oraz Wyższej Warszawskiej Szkole Humanistycznej. Obecnie profesor w Warszawskiej Wyższej Szkole Humanistycznej im. Bolesława Prusa oraz Wyższej Szkole Komunikowania i Mediów Społecznych im. Jerzego Giedroycia w Warszawie. Był wiceprezesem Towarzystwa Naukowego im. Adama Próchnika. Jest redaktorem naczelnym Rocznika Mazowieckiego.
Publikował hasła w Słowniku biograficznym działaczy polskiego ruchu robotniczego oraz Polskim Słowniku Biograficznym.
Był promotorem w jednym przewodzie doktorskim (Jolanta Itrich-Drabarek, Państwo w myśli politycznej ruchu socjalistycznego w latach 1939–1948, ANS, 1990).

## Wybrane publikacje
- Zjednoczenie Lewicy Chłopskiej „Samopomoc” 1928–1931, oprac., wstęp i przypisy Benon Dymek, Ludwik Hass, Warszawa: Ludowa Spółdzielnia Wydawnicza 1964.
- PPR na Mazowszu, Kurpiach i Podlasiu 1942–1948: materiały z sesji historycznych poświęconych XX rocznicy powstania PPR: Płock, Ursus, Mińsk Mazowiecki, red. Benon Dymek, Warszawa: Warszawski Komitet Wojewódzki PZPR 1963.
- Warszawa – Lewa Podmiejska 1942–1945: z walk PPR, GL–AL, red. nauk. Benon Dymek, Warszawa: Wydawnictwo Ministerstwa Obrony Narodowej 1971.
- Niezależna Partia Chłopska 1924–1927, Warszawa: Książka i Wiedza 1972.
- Warszawa – Prawa Podmiejska 1942–1944: z walk PPR, GL–AL, red. nauk. Benon Dymek, Warszawa: Wydawnictwo Ministerstwa Obrony Narodowej 1973.
- Z dziejów ruchu ludowego na Mazowszu w latach 1918–1931, Warszawa: Zjednoczone Stronnictwo Ludowe 1973.
- Marceli Nowotko „Marian”, „Stary” 1893–1942: artykuły biograficzne, wspomnienia, dokumenty, red. Benon Dymek, Warszawa: Książka i Wiedza 1974.
- Dzieje Warki 1321–1971 Studia i materiały, red. Benon Dymek, Warszawa: MOBN 1975.
- Mazowieckie rodziny: z dziejów walki w szeregach Polskie Partii Robotniczej, Warszawa: Wyd. Ministerstwa Obrony Narodowej 1977.
- Pierwsze lata władzy ludowej na Mazowszu, Kurpiach i Podlasiu 1944–1948, Warszawa: Książka i Wiedza 1978.
- Księga działaczy ruchu rewolucyjnego województwa ciechanowskiego, Ciechanów: CTN – MOBN 1979.
- Historia ruchu robotniczego w Polsce Ludowej w badaniach regionalnych: materiały z konferencji odbytej w Warszawie w dniach 20 i 21 czerwca 1979 roku, oprac. Benon Dymek, Warszawa: WSNS 1980.
- Trud pierwszych lat: wspomnienia mazowszan, pod red. Benona Dymka i Bogusława Gierlacha, Warszawa: Książka i Wiedza 1981.
- Trzej bohaterowie Podlasia: materiały z sesji popularnonaukowej (Siedlce 1979), red. Benon Dymek, Bogdan Hillebrandt, Halina Kurek-Dudowa, Warszawa: Ludowa Spółdzielnia Wydawnicza 1981.
- Biografie walki, Warszawa: Wydawnictwo Min. Obrony Narodowej 1982.
- 40-lecie powrotu Ziem Zachodnich i Północnych do Polski: materiały Ogólnopolskiej Sesji Naukowej odbytej w dniach 25–26 czerwca 1985 r., cz. 1–2, red. nauk. Benon Dymek, Warszawa: ANS 1986.
- 40-lecie powrotu Ziem Zachodnich i Północnych do Polski: materiały Ogólnopolskiej Sesji Naukowej odbytej w dniach 25–26 czerwca 1985 r., cz. 3: Sekcja Ekonomiczna, Zamknięcie obrad sesji, red. nauk. Benon Dymek, Warszawa: ANS 1987.
- Z dziejów PZPR w latach 1956–1970, Warszawa: ANS 1987.
- Geneza i działalność Polskiej Zjednoczonej Partii Robotniczej (1948–1954), Warszawa: ANS 1988.
- Kształtowanie się myśli programowej polskiego ruchu robotniczego (1878–1948), Warszawa: PZPR, ANS, IHRR, 1988.
- Wojciech Bogumił Jastrzębowski i jego Zakład Praktyki Leśnej w Feliksowie koło Broku, Ostrołęka: SN MOBN 1988.
- PZPR 1948–1954, Warszawa: Państwowe Wydawnictwo Naukowe 1989.
- Zwrot polityczny 1948 roku (przesłanki, przebieg, skutki), Warszawa: ANS 1989.
- Mazowiecki Ośrodek Badań Naukowych (1967–1992), Warszawa: MOBN.MTK 1992.
- Mazowsze i Podlasie w badaniach historycznych, red. nauk. Benon Dymek, Warszawa – Płock: MOBN – TNP 1994.
- Mazowsze do 1247 roku (zarys dziejów), Warszawa: Wyd. MOBN 1995.
- Udzielne Księstwo Mazowieckie 1247–1381 r., Wydawnictwo Ministerstwa Obrony Narodowej 1996.
- Wizja przymierza między narodami Europy z 1831 r. według Wojciecha Bogumiła Jastrzębowskiego, Warszawa: MTN – „Aspra-Jr” 2003.
- Wojciech Bogumił Jastrzębowski (1799–1882): botanik, wizjoner zjednoczonej Europy, Warszawa: Wyd. Szkoły Głównej Gospodarstwa Wiejskiego 2003.
- Historia i kultura Mazowsza do 1526 r., Żyrardów: Wyższa Szkoła Rozwoju Lokalnego 2005.
- Z dziejów szlachty mazowieckiej (dziedzictwo kulturowe i stereotyp), Kielce: Wydawnictwo Akademii Świętokrzyskiej im. Jana Kochanowskiego 2005.
- W mazowieckiej przestrzeni kulturowej: prace ofiarowane w 80. rocznicę urodzin profesora Ryszarda Juszkiewicza, red. nauk. Benon Dymek, Warszawa: Oficyna Wydawnicza Aspra-JR – Mazowieckie Towarzystwo Naukowe 2007.
- Mazowsze. Historia i kultura 1526–1795, Aspra 2015.
- Bojany – wieś Puszczy Białej, Oficyna Wydawnicza Staropolskiej Szkoły Wyższej 2015.